# Илюшинское сельское поселение
 Илю́шинское се́льское поселе́ние — упразднённое муниципальное образование в составе Нестеровского района Калининградской области В 2008—2018 годах. Административный центр поселения — посёлок Илюшино.

## География
Илюшинское сельское поселение граничит на севере с Краснознаменским районом, на востоке с Нестеровским городским поселением и Пригородным сельским поселением, на юге с Чистопрудненским сельским поселением, на западе с Гусевским районом. Административный центр поселения расположен в 147 км от Калининграда.

## История
Илюшинское сельское поселение образовано 30 июня 2008 года в соответствии с Законом Калининградской области № 258, в его состав вошли территории бывших Заветинского и Чкаловского сельских округов.
Законом Калининградской области от 30 марта 2018 года № 157 «Об объединении поселений, входящих в состав муниципального образования „Нестеровский район“, и организации местного самоуправления на объединенной территории», сельское поселение было упразднено.

## Население
| 2010 | 2012  | 2013  | 2014  | 2015  | 2016  | 2017  |
| ---- | ----- | ----- | ----- | ----- | ----- | ----- |
| 4378 | ↘4297 | ↘4253 | ↘4180 | ↘4159 | ↘4140 | ↘4115 |

## Состав сельского поселения
| №  | Населённый пункт | Тип населённого пункта          | Население |
| -- | ---------------- | ------------------------------- | --------- |
| 1  | Ватутино         | посёлок                         | ↗203      |
| 2  | Высокое          | посёлок                         | ↘220      |
| 3  | Дивное           | посёлок                         | ↘35       |
| 4  | Заводское        | посёлок                         | ↘38       |
| 5  | Зелёное          | посёлок                         | ↘16       |
| 6  | Илюшино          | посёлок, административный центр | ↗1133     |
| 7  | Калиново         | посёлок                         | ↘32       |
| 8  | Нежинское        | посёлок                         | ↘1        |
| 9  | Садовое          | посёлок                         | ↘519      |
| 10 | Совхозное        | посёлок                         | ↘110      |
| 11 | Сосновка         | посёлок                         | ↗148      |
| 12 | Фурмановка       | посёлок                         | ↘631      |
| 13 | Хуторское        | посёлок                         | ↗96       |
| 14 | Чкалово          | посёлок                         | ↗184      |
| 15 | Шолохово         | посёлок                         | ↘15       |
| 16 | Ясная Поляна     | посёлок                         | ↗997      |

## Социальная сфера
На территории поселения имеются 4 школы.

## Достопримечательности
Объекты культурного наследия местного значения:
- Братские могилы советских воинов, погибших в октябре-ноябре 1944 года в посёлках Илюшино, Ясная Поляна, Фурмановка, Ватутино и Высокое.
- Братская могила русских и немецких воинов, погибших в августе 1914 года в ходе Первой мировой войны (в 7 км западнее посёлка Ясная поляна).

Объект культурного наследия регионального значения:
- Комплекс сооружений «Тракененский конезавод» XVIII—XIX веков в посёлке Ясная Поляна.

## Экономика

### Промышленность
На территории поселения находится торфяное месторождение, которое занимает 700 га. Его разрабатывает ОАО «Торфопредприятие „Нестеровское“», на котором работает 105 человек. В 2009 году было добыто 67302 м3 торфа. Всего в промышленности занято 427 человек.

### Сельское хозяйство
Площадь сельскохозяйственных угодий — 21886 га. На территории поселения функционируют акционерные общества: ЗАО «Нестеровское», ЗАО «Ясное», ЗАО им. Фурманова, ЗАО «Садовое» и ООО «Молочная фабрика», численность работающих в них составила 521 человек (2009 год).